# Brigitte Barèges
 (Tolosa, 1º maggio 1953) è una politica francese, deputata all'Assemblea nazionale dal 2024 al 2025, in rappresentanza della prima circoscrizione del Tarn e Garonna. È membro dell'Unione delle Destre per la Repubblica (UDR)..
Dal marzo 2001 al febbraio 2021 e poi dal dicembre 2021 ad agosto 2024, ha ricoperto la carica di sindaco di Montauban.
L'11 luglio 2025, il Consiglio costituzionale ha invalidato la sua elezione a causa di irregolarità nel finanziamento della campagna elettorale, costringendola a dimettersi immediatamente e innescando un'elezione suppletiva . È stata dichiarata ineleggibile.

## Biografia
Brigitte Barèges, nata Taurines, a Tolosa, è originaria di Réalmont, un comune del dipartimento del Tarn. È figlia del dottor Jean-Paul Taurines, consigliere generale gollista del Tarn per diciotto anni e di Marie-Thérèse Grimal. È la maggiore di una famiglia di 8 figli. Sposata con Serge Barèges, un frutticoltore, è madre di tre figli.

## Controversie e questioni legali
Barèges suscitò una polemica quando espresse una brusca opposizione alle proposte di legalizzazione del matrimonio tra persone dello stesso sesso in cui affermò: "Perché non permettere alle persone di sposare anche gli animali?" Barèges suscitò una polemica quando descrisse una persona di colore del suo partito come "macchia umana". Barèges fu punita dai tribunali francesi dopo essersi rifutata di celebrare il matrimonio di una coppia straniera. 
Il 17 febbraio 2014, la Procura ha annunciato l'apertura di un'inchiesta per appropriazione indebita di fondi pubblici. Nonostante questa contestazione sul fronte giudiziario, il 30 marzo 2014, Barèges vince le elezioni comunali di Montauban per un terzo mandato. Durante l'estate del 2014, il CNCCFP respinge i conti delle elezioni comunali. Il 21 ottobre 2014, a seguito del rigetto dei suoi conti elettorali, Barèges viene condannata a un anno di ineleggibilità a causa del mancato rimborso delle spese elettorali dal Tribunale amministrativo di Tolosa. Il tribunale menziona l'utilizzo di fondi comunali per finanziare una campagna pubblicitaria illegale durante le elezioni. 
Il 9 febbraio 2021, è stata condannata a 18 mesi di carcere con sospensione condizionale, a una multa di 15.000 € e a cinque anni di ineleggibilità con effetto immediato. In appello, il 14 dicembre 2021, è stata assolta dalle accuse a suo carico. Mentre la procura ha deciso di non presentare ricorso contro la sua assoluzione, Brigitte Barèges è stata rieletta sindaco di Montauban il 22 dicembre 2021, in seguito alle dimissioni di Axel de Labriolle.